# Red River (1988)
Red River (Alternativtitel: Treck nach Missouri) ist ein US-amerikanischer Fernsehfilm des Regisseurs Richard Michaels aus dem Jahr 1988. Es handelt sich um eine Neuverfilmung des gleichnamigen Films von Howard Hawks aus dem Jahr 1948.

## Handlung
Thomas Dunson will in Texas eine Rinderfarm gründen. Kurz nachdem er mit seinem Handlanger Nadine Groot die Reise nach Texas angetreten hat, erfährt er, dass seine große Liebe Fen bei einem Indianerangriff getötet wurde. Er hatte Fen gebeten, bei dem nach Kalifornien fahrenden Treck zurückzubleiben, mit der Zusage, dass er später nach ihr schicken würde. Ein Waisenjunge namens Matthew Garth stößt zu Dunson und Groot. Er ist der einzige Überlebende des Trecks und Dunson adoptiert ihn. Die drei überqueren den Red River und erreichen Texas. Sie lassen sich im tiefen Süden in der Nähe des Rio Grande nieder. Dunson nennt seine neue Farm Red River D, nach der von ihm gewählten Rindermarke für seine Herde. Er verspricht, dem Brandzeichen ein „M“ für Matthew hinzuzufügen, sobald dieser es verdient hat. Nach vierzehn Jahren hat Dunson eine voll funktionsfähige Rinderfarm, aber er ist aufgrund der weit verbreiteten Armut im Süden nach dem Bürgerkrieg pleite. Er beschließt, seine riesige Herde Hunderte von Meilen nach Norden zum Eisenbahnknotenpunkt Sedalia in Missouri zu treiben, wo er glaubt, dass sie einen guten Preis erzielen wird. Nachdem Dunson Männer angeheuert hat, die ihm helfen sollen, darunter der Berufsschütze Cherry Valance, beginnt die Reise in den Norden. Unterwegs stoßen sie auf viele Schwierigkeiten. Einer der Männer, Bunk Kennelly, macht beim Zuckerschmuggeln in einem der Chuckwagons Lärm und löst damit eine Massenpanik aus. Dies führt zum Tod des Viehtreibers Dan Latimer. Als Dunson versucht, Bunk zur Strafe für die Verursachung der Stampede auszupeitschen, zieht dieser seine Waffe. Matthew schießt und verwundet Bunk und rettet ihm damit wahrscheinlich das Leben, denn Dunson hätte sicherlich geschossen, um ihn zu töten. Bunk wird entlassen und nach Hause geschickt. Auf der Weiterfahrt erzählt Valance, dass die Eisenbahn Abilene erreicht hat, das viel näher als Sedalia liegt. Als Dunson bestätigt, dass Valance die Eisenbahn nicht wirklich gesehen hat, ignoriert er das Gerücht und fährt weiter nach Missouri. Dunsons tyrannischer Führungsstil beginnt sich auf die Männer auszuwirken, indem er drei Viehtreiber erschießt, die versuchen, die Fahrt abzubrechen. Nachdem Dunson ankündigt, dass er zwei Männer lynchen will, die Vorräte gestohlen haben, zu desertieren versuchten und von Valance gefangen genommen wurden, rebelliert Matthew. Mit der Unterstützung der Cowboys übernimmt er die Kontrolle über die Herde, um sie über den Chisholm Trail zum erhofften Bahnanschluss in Abilene zu treiben. Da Matthew nun der Chef des Trails ist, werden Valance und Buster zu seinen Zugtieren. Dunson verflucht Matthew und verspricht, ihn zu töten, wenn sie sich das nächste Mal treffen. Die Fahrt geht in Richtung Abilene, wobei Dunson zurückbleibt. Auf dem Weg dorthin wehren Matthew und seine Männer einen Indianerangriff auf einen Planwagenzug ab. Eine der geretteten Personen ist Kate Millay, die sich in Matthew verliebt. Später trifft Kate auf Dunson, der Matthews Spur gefolgt ist und ein Aufgebot versammelt hat, das Matthews gesamte Truppe wegen Diebstahls verhaften will. Als Matthew Abilene erreicht, stellt er fest, dass die Stadt auf die Ankunft einer solchen Herde zum Kauf gewartet hat. Er nimmt ein Angebot für das Vieh an und trifft Kate wieder. Am nächsten Morgen kommt Dunson allein in Abilene an. Dunson beginnt einen Faustkampf mit Matthew, den Kate unterbricht und fordert, dass sie sich ihrer Liebe bewusst werden. Sie umarmen sich und schließen Frieden. Als Nächstes sieht man die Marke, die verwendet wird, wobei dem „D“ ein „M“ hinzugefügt wird.

## Veröffentlichung
Die Erstausstrahlung von Red River erfolgte am 10. April 1988 auf CBS. In Deutschland hatte der Film seine Premiere am 8. August 1989 auf VHS.

## Kritik
„Handwerklich sauberer Fernseh-Western, der seine Spannung aus den unterschiedlichen Moralauffassungen zieht, die sich auch als Generationskonflikt niederschlagen. Remake des gleichnamigen klassischen Western von Howard Hawks (1948), dessen Qualitäten jedoch nie erreicht werden.“

## DVD-Veröffentlichung
- Red River – Treck nach Missouri. HanseSound Musik und Film GmbH 2022.